# Phare de Plum Island
Le phare de Plum Island (en anglais : Plum Island Light), est un phare situé à l'extrémité ouest de Plum Island sur la pointe nord de Long Island, dans le comté de Suffolk (Grand New York-État de New York).
Il est inscrit au Registre national des lieux historiques depuis le 11 février 2011 sous le no 11000014.

## Histoire
Le phare en granit construit à l'origine en 1869 se trouve sur le site, mais ne sert plus d'aide à la navigation. Il est comparable au phare de Great Captain Island ou au phare nord de Block Island. Il a été désactivé en 1978. En 1994, sa lentille de Fresnel a été retirée et transférée au musée de l'East End Seaport à Greenport, où elle est exposée.
À proximité du phare en granit, au nord-ouest, se trouve une tour métallique de 4,3 m qui abrite la balise automatisée. La gestion de l'île a été transférée du ministère de l'Agriculture au ministère de la Sécurité intérieure en juin 2003, raison pour laquelle l'île n'est pas accessible aux visites.

## Description
Le phare ancien  est une tour carrée en bois, avec galerie et lanterne de 17 m de haut, s'élevant de l'ancien logement en granit de deux étages.
Le phare actuel est une tour carrée à claire-voie de 5,5 m de haut. Son feu à éclats émet, à une hauteur focale de 15 m, un éclat blanc par période de 2,5 secondes. Sa portée est de 5 milles nautiques (environ 9 km).
Identifiant : ARLHS : USA-606 ; USCG : 1-21090 - Admiralty : J0722 .

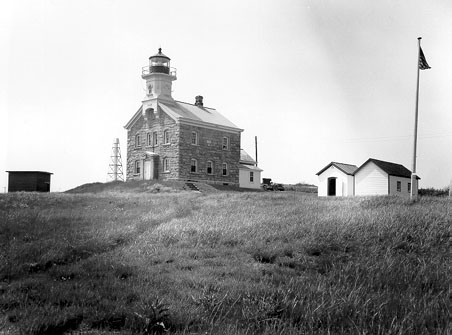
Le Phare (USCG photo).
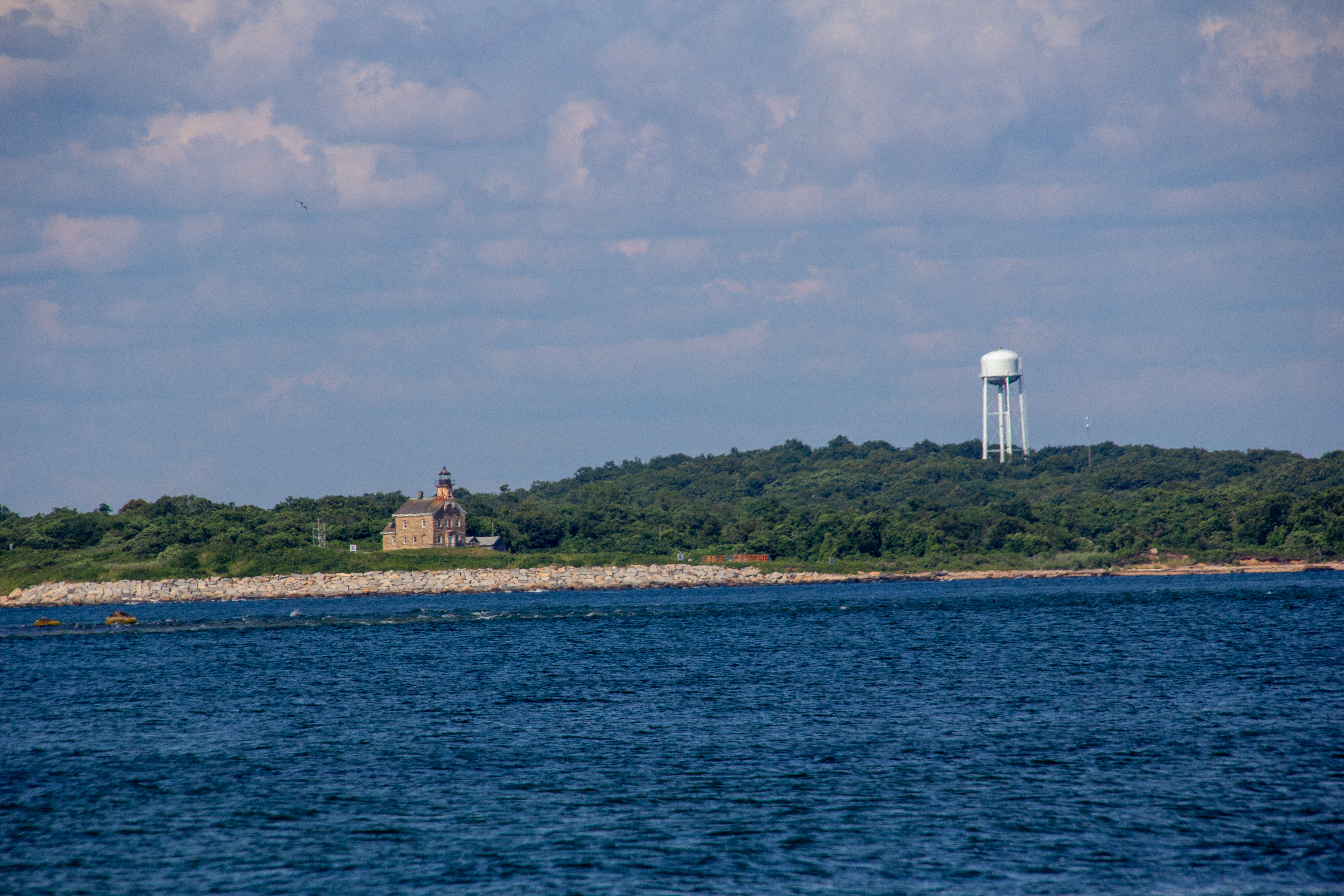
Plum Island.